# Coll Ohmsford
Coll Ohmsford è un personaggio fittizio creato dall'autore statunitense Terry Brooks per il suo ciclo di romanzi Gli Eredi di Shannara.
Coll è figlio di Mirianna e Jaralan Ohmsford e discendente della casata elfa di Shannara. Nonostante abbia anche lui sangue elfo, non dimostra, a differenza del fratello, le sue origini, avendo tratti somatici tipici degli uomini: una corporatura tozza, capelli e occhi scuri.
Vive a Valle d'ombra, dove si guadagna da vivere come cantastorie assieme al fratello Par in una locanda, grazie alla magia elfa della canzone, manifestatasi solo nel fratello, che, così, è capace di proiettare immagini direttamente nella mente delle persone.